# DiTech
Die DiTech GmbH ist eine österreichische Fachmarktkette, die Smartphones, Tablets, PCs, Notebooks und IT-Zubehör vertrieb. Das österreichische Gallup-Institut wählte DiTech 2009 zum besten Computerhändler Österreichs.
Am 8. April 2014 wurde das Insolvenzverfahren über DiTech eröffnet. E-Tec übernahm DiTech im Jahr 2014 und führt die Marke DiTech und ihre Geschäfte weiter.

## Geschichte
DiTech (ausgeschrieben Daten- & Informationstechnik) wurde im Jahr 1999 vom damals 22-jährigen Damian Izdebski gegründet. Der Firmenname stammt von seinen Initialen „DI“. Seine damalige Frau Aleksandra Izdebska übernahm parallel zu ihrem Studium das Rechnungswesen. Beide stammen aus Polen und kamen erst im Alter von 15 Jahren nach Österreich. Das Paar mietete einen kleinen Laden am oberen Ende der Nordwestbahnstraße im 20. Wiener Gemeindebezirk Brigittenau und startete mit zwei Technikern als PC-Dienstleister. Bald darauf begann das Unternehmen mit dem Einzel- und Versandhandel, auch ein Online-Shop wurde gegründet.
2005 wurde ein zweites Ladengeschäft in Graz eröffnet, 2006 ein drittes in der SCS in Vösendorf, einem Wiener Vorort. Im Sommer 2005 begann DiTech unter dem Markennamen dimotion mit der Produktion von eigenen PC-Systemen. 2007 wurde die neue Zentrale in der Dresdnerstraße in Wien-Brigittenau bezogen. In den folgenden Jahren wurden weitere Filialen eröffnet, unter anderem in Linz, Kufstein, Dornbirn, Villach, Amstetten, Horn, Liezen und Kapfenberg. Im April 2013 stieg die Zahl der Computer-Shops und -Fachmärkte durch die Fortsetzung eines neuartigen Shop-In-Shop Konzeptes auf der Linzer Landstraße auf insgesamt 22 an.
Im Jahr 2012 erzielte das Unternehmen einen Nettoumsatz von 120 Millionen Euro und beschäftigte rund 300 Mitarbeiter.
Am 10. März 2014 wurde bekannt, dass DiTech ein Sanierungsverfahren anstrebte. Als Grund dafür wurde vor allem die starke Expansion der letzten Jahre mit zu starker Fremdfinanzierung publik. Im Laufe des 15-jährigen Bestehens hat das Unternehmen über 1 Mrd. Euro Umsatz erwirtschaftet.
Am 3. April 2014 wurde bekannt, dass die Sanierung gescheitert sei und das Insolvenzverfahren über DiTech eröffnet wurde. Am 10. Juni 2014 wurde bekannt, dass die Marken- und Domainrechte DiTechs von der Firma E-Tec für 1,4 Millionen Euro gekauft wurden. E-Tec wollte auch einige der ehemaligen DiTech-Filialen wieder öffnen.

## dimotion
Unter dem Markennamen dimotion ließ DiTech seit 2005 Computer und Server speziell für den österreichischen Markt produzieren. Im Jahr 2007 wurde die PC-Fertigung in ein eigenes Tochterunternehmen ausgegliedert. dimotion war in puncto Marktanteil nach Weltmarktführer HP mittlerweile der zweitgrößte Computerhersteller in Österreich. Im März 2014 ging dimotion als Folge der finanziellen Probleme des Mutterkonzerns DiTech in Insolvenz.

## Handelskonzept
Das Handelskonzept von DiTech beruhte auf einer Multikanalstrategie, die im Sinne einer Verknüpfung von Onlineshop, Fachmärkten und Beratung weiterentwickelt wurde. Die Kunden hatten die Möglichkeit, Produkte online zu reservieren und im Geschäft abzuholen. Zentral für dieses Hybrid-Konzept war die Gleichberechtigung zwischen dem Online- und dem Offlinehandel, die in eine einheitliche Service- und Preispolitik mündete und eine entsprechende Lagerlogistik voraussetzte.

## Sonstiges
Die Gründer Damian Izdebski und Aleksandra Izdebska waren 2009 Finalisten bei der Wahl zum Österreicher des Jahres. Ebenfalls 2009 gewann das Paar den Entrepreneur-des-Jahres-Award von Ernst & Young in Österreich.
Aleksandra Izdebska, die in Wien Polnisch, Deutsch, Russisch als Dolmetscherin und Wirtschaft studierte, setzt sich auch für Integration ein und fungiert 2011 als Jurorin für den Österreichischen Integrationspreis.
Im Juli 2012 verlieh der österreichische Wirtschaftsminister Reinhold Mitterlehner DiTech eine staatliche Auszeichnung für besondere wirtschaftliche Leistungen. Das Unternehmen durfte danach das Bundeswappen im geschäftlichen Verkehr führen.
Damian Izdebski gründete 2014 die techbold technology group AG, die er als CEO führt.
Damian und Aleksandra Izdebski ließen sich im Mai 2017 scheiden.